# Badmintonmeisterschaft der Nördlichen Marianen
Bei den Badmintonmeisterschaften der Nördlichen Marianen werden die Titelträger der Nördlichen Marianen in den fünf Einzeldisziplinen im Badminton ermittelt. Erste Titelkämpfe fanden in den 2000er Jahren statt.

## Die Titelträger
| Saison | Herreneinzel  | Dameneinzel        | Herrendoppel                     | Damendoppel                      | Mixed                              |
| ------ | ------------- | ------------------ | -------------------------------- | -------------------------------- | ---------------------------------- |
| 2021   | Joseph Torres | Janelle Pangilinan | Joseph Torres Jordan Pangillinan | Janelle Pangilinan Jen Savellano | Nathan Guerrero Janelle Pangilinan |